# Uncontrolled
Albums de Namie Amuro
Checkmate!
(2011) Feel
(2013)
Singles
Uncontrolled est le 9e album régulier de Namie Amuro sorti sur le label Avex Trax, ou le 13e sous son seul nom en comptant celui sur le label Toshiba-EMI et trois précédentes compilations.

## Présentation
L'album sort le 27 juin 2012 au Japon, trois ans après le précédent album original de la chanteuse, Past Future.
Il sort aussi au format "Playbutton" et "CD+DVD".
Il atteint la 1re place du classement de l'Oricon. Il se vend à 292 098 exemplaires la première semaine et reste classé 36 semaines pour un total de 528 807 exemplaires vendus durant cette période.
L'album contient tous les titres de ses quatre derniers singles : Break It / Get Myself Back, NAKED / Fight Together / Tempest, Sit!Stay!Wait!Down! / Love Story et Go Round / Yeah-Oh!. Et seulement 4 inédites Only You, Hot Girls, In The Spotlight (Tokyo) et Let's Go.

## Liste des titres
| CD    | CD                           | CD                                                       | CD                                       | CD           | CD    | CD | CD | CD | CD |
| No    | Titre                        | Paroles                                                  | Musique                                  | Arrangeur(s) | Durée |    |    |    |    |
| ----- | ---------------------------- | -------------------------------------------------------- | ---------------------------------------- | ------------ | ----- | -- | -- | -- | -- |
| 1.    | In The Spotlight (Tokyo)     | Henrik Nordenback, Christian Fast                        | H. Nordenback, C. Fast                   |              | 3:58  |    |    |    |    |
| 2.    | Naked                        | Verbal                                                   | Shinichi Osawa                           | S. Osawa     | 4:22  |    |    |    |    |
| 3.    | Go Round (N' Round N' Round) | Liv Nervo, Mim Nervo                                     | T-SK, Kim Tesung, L. Nervo, M. Nervo     | T-SK         | 3:21  |    |    |    |    |
| 4.    | Sit! Stay! Wait! Down!       | Michico                                                  | T. Kura, Michico                         |              | 3:14  |    |    |    |    |
| 5.    | Hot Girls                    | L. Nervo, M. Nervo, Michael Dennis Smith, Stefanie Ridel | L. Nervo, M. Nervo, M. Smith, S. Ridel   |              | 2:59  |    |    |    |    |
| 6.    | Break It (Al Ver.)           | Nao'ymt                                                  | Nao'ymt                                  | Nao'ymt      | 3:22  |    |    |    |    |
| 7.    | Get Myself Back              | Nao'ymt                                                  | Nao'ymt                                  | Nao'ymt      | 4:32  |    |    |    |    |
| 8.    | Love Story                   | Tiger                                                    | T-SK, T. Kim, L. Nervo, M. Nervo         |              | 4:44  |    |    |    |    |
| 9.    | Let's Go                     | Tiger, L. Nervo, M. Nervo                                | T-SK, T. Kim, L. Nervo, M. Nervo         |              | 3:11  |    |    |    |    |
| 10.   | Singing "Yeah-Oh"            | L. Nervo, M. Nervo                                       | T-SK, T. Kim, L. Nervo, M. Nervo,        | T-SK         | 3:23  |    |    |    |    |
| 11.   | Fight Together               | Nao'ymt                                                  | Nao'ymt                                  | Nao'ymt      | 4:17  |    |    |    |    |
| 12.   | Only You                     | Didrik Thott, C. Fast, Peter Mansson, Sharon Vaughn      | D. Thott, C. Fast, P. Mansson, S. Vaughn |              | 4:14  |    |    |    |    |
| 13.   | Tempest                      | Nao'ymt                                                  | Nao'ymt                                  | Nao'ymt      | 4:35  |    |    |    |    |
| 50:17 |                              |                                                          |                                          |              |       |    |    |    |    |

| 1.  | In The Spotlight (Tokyo) | Shigeaki Kubo    |  |
| 2.  | Naked                    | Kosai Sekine     |  |
| 3.  | Go Round                 | S. Kubo          |  |
| 4.  | Hot Girls                | Kazuaki Seki     |  |
| 5.  | Break It                 | S. Kubo          |  |
| 6.  | Get Myself Back          | S. Kubo          |  |
| 7.  | Love Story               | Kensuke Kawamura |  |
| 8.  | Let's Go                 | K. Kawamura      |  |
| 9.  | Yeah-Oh                  | Masaki Takehisa  |  |
| 10. | Only You                 | Thomas Kloss     |  |
| 11. | Tempest                  | K. Sekine        |  |